# Yamaha YMF262
YMF262, также известная как OPL3 (OPL — сокращение от FM Operator Type-L) — электронный компонент, микросхема звукогенератора, разработанная компанией Yamaha. Является улучшенным вариантом микросхемы Yamaha YM3812 (OPL2). Наиболее известна использованием в звуковой карте Sound Blaster Pro 2.0 для IBM-PC совместимых компьютеров.
Возможности YMF262 аналогичны YM3812, с рядом улучшений:
- Вдвое больше каналов (18 вместо 9)
- Простое управление стереопанорамой (вывод каждого канала влево, вправо или посередине панорамы)
- Четыре новых формы сигнала (альтернативная синусоидальная, «горбатая» синусоидальная, квадратная, логарифмическая пилообразная)
- Режим 4-х операторного синтеза (совмещает каналы попарно, максимум 6 каналов)
- Более высокая скорость реакции на команды (OPL2 требовала значительных пауз между посылкой команд, что замедляло работу программы)